# وكالة المخابرات المركزية (المحقق كونان)
وكالة المخابرات المركزية (باليابانية: 中央情報局)، (بالإنجليزية: (Central Intelligence Agency (CIA) ويعرف اختصاراً بال (سي أي إي) وهي واحدة من وكالات الاستخبارات الرئيسية في الولايات المتحدة الأمريكية. وهي واحدة من الأطراف الرئيسية من المانجا وسلسلة الأنيمي المحقق كونان، والمؤلفة من قبل الكاتب غوشو أوياما. مكتب الوكالة في اليابان هو المسؤول عن التحقيق في قضايا المنظمة السوداء، هناك العديد من العملاء أمثال هيديمي هوندو وإيثان هوندو.
يقع مقر الوكالة في لانغلي بولاية فرجينيا، على بعد بضعة أميال غرب واشنطن العاصمة. وهي الوكالة المستقلة الوحيدة في الولايات المتحدة الأمريكية، فهي ترسل تقاريرها لمدير الاستخبارات الوطنية. لوكالة المخابرات ثلاث مهام رئيسية، حيث تقوم بجمع المعلومات حول الحكومات الأجنبية والشركات والأفراد، وتحليلها، جنبا إلى جنب مع المعلومات الاستخباراتية التي جمعتها وكالات الاستخبارات الأمريكية الأخرى، من أجل تقديم تقرير مفصل لأصحاب القرار في الولايات المتحدة الأمريكية، ومن ثم اتخذا الإجراء اللزم.

## القصة
أرسلت وكالة الاستخبارات المركزية إيثان هوندو وابنته هيديمي هوندو للتحقيق في أمر المنظمة السوداء. قامت هيديمي هوندو بتغيير اسمها إلى ميزوناشي رينا والعمل كمذيعة من أجل الانضمام للمنظمة السوداء.
لكن لسوء الحظ، لاحظ إيثان هوندو أن المنظمة قد وضعت جهاز تتبع في معطف ابنته هيديمي هوندو، لذلك من أجل حمايتها ولضمان بقائها في المنظمة السوداء، أطلق عليها والدها بعض من الرصاصات طلقات سطحية وعض رسغه، جرح نفسه، ومن ثم جعل ابنته تضغط على الزناد، مما جعلها تبدو وكأنها قد استجوبت من قبل إيثان هوندو، وانها استطاعت قتله.
تم إلقاء القبض عليها مـن قبل مكتب التحقيقات الفيدرالي، ودخلت في غيبوبة وفي سلسلة حلقات تصادم الأحمر بالأسود (مـن 492 إلى 504)، وعقد معها أكاي وكونان اتفاق على تكون جاسوسة لمكتب التحقيقات الفيدرالي ضد المنظمة، ورجعت للمنظمة مرة أخرى، لكن أمرها جين بأن تقتل آكاي ليضمن ولائها، وقامت بقتله في الحلقة 504 بعد أن أطلقت عليه طلقة في الصدر وفجرت السيارة. 

## الأعضاء

ميزوناشي رينا.

### ميزوناشي رينا
باليابانية (Rena Mizunashi , 水無 怜奈): اسمها الحقيقي هيديمي هوندو(Hidemi Hondou , 本堂 瑛海) هي شخصية عميلة لوكالة المخابرات المركزية، وتتجسس على المنظمة السوداء في المحقق كونان تحت الاسم الرمزي كير. وهي بنت العميل السابق إيثان هوندو واخت هوندو ايسوكي.
- إيثان هوندو (باليابانية: イーサン·本堂، بالروماجي: Isan Hondo): كان عميلًا لوكالة المخابرات المركزية، ووالد ميزوناشي رينا وإيسوكي هوندو، ساعدة ابنته على الدخول إلى المنظمة السوداء دافعًا حياته ثمن لذلك، حيث أُجبرت على قتله لكي لا تُكشف ولكسب ثقة المنظمة حيث ترقت بعد الحادثة إلى رتبة كينتي وكورن.
- بارني (باليابانية: バーニー، بالروماجي: Barney): وسيط، انتحر لتجنب إلقاء القبض عليه من قبل المنظمة السوداء.[8]

## العلاقات

### وكالة المخابرات ومكتب التحقيقات
على الرغم من كون يعملان من أجل هدف واحد، فإن كل مكتب التحقيقات الفدرالي ووكالة الاستخبارات المركزية لديها مهمات سرية منفصلة تتعلق بالمنظمة السوداء. عدم وجود اتصال بين المؤسستين تسبب في كارثة المؤسفة عندما أراد مكتب التحقيقات الفدرالي الإيقاع بعضوة المنظمة السوداء بلموت، لكن حدث ما لم يكن في الحسبان عندما تسببوا بإصابة هيديمي هوندو عميلة وكالة المخابرات المركزية التي تتجسس على المنظمة السوداء والتي تعرف باسم كير.
في بادئ الأمر اعتقد مكتب التحقيقات الفدرالي أنه تمكن من القبض على عضو من أعضاء المنظمة، لكن بعد عليات تحري وبحث مكثف من قبل كونان إيدوغاوا وعضو مكتب التحقيقات الفدرالي أكاي شويتشي، عُرفت حقيقة كير، وأنها ما هي إلا عميلة مندسة من قبل وكالة المخابرات المركزية. نجحت هيديمي هوندو من الرجوع للمنظمة السوداء، بعدما توصل الطرفان باتفاق يقضي بحماية هوندو ايسوكي أخو هيديمي هوندو من خطر المنظمة بوضعه تحت برنامج حماية الشهود، في المقابل تقوم هيديمي هوندو بتزويد مكتب التحقيقات الفدرالي بالمعلومات عن المنظمة وتحركاتها. ونجحت الخطة نجاهاً كبيراً، لكن ثقة المنظمة قد اهتزت جرآء الحادثة. لذلك ومن أجل استعادة هيديمي هوندو لثقة المنظمة، طلب جين من كير (هيديمي هوندو) بالاتصال بعميل مكتب التحقيقات الفدرالي أكاي شويتشي، واقناعه انها تريد الهروب من المنظمة، وتقوم بقتله عندما تلتقي به.
لكن بفعل الخطة التي وضعها كونان إيدوغاوا واختراعات الدكتور هيروشي أغاسا، اتقن أكاي شويتشي دوره ببراعه وأوهم المنظمة بموته برصاصة أُطلقت على الرأس من قبل هيديمي هوندو، وبعدها تنكر أكاي شويتشي بشخصية سوبارو أوكيا ليواصل هدفه نحو القضاء على المنظمة السوداء.

### وكالة المخابرات والمنظمة السوداء
لم يتم ذكر السبب محاولة وكالة المخابرات المركزية التسلل إلى قلب المنطمة من خلال الزج بالعميلة متخفية هيديمي هوندو كعضو في المنظمة تحت اسم كير، ومساعدة إيثان هوندو لها بالتسلل. ولم تشك المنظمة في أنها مراقبة من قبل وكالة المخابرات المركزية، حيث لم تظهر أي دلالة تدل على اشتباههم على وكالة المخابرات المركزية. لكن في حلقة، اشتهبت بلموت بهيديمي هوندو بعدما قالت: إنجازاتنا الناجحة يجب أن لا ترى ضوء النهار، لكن فشلنا سوف يظهر أمام العالم، وهي مقولة شائعة بين أفراد وكالة المخابرات المركزية، فردت عليها بلموت قائلة: مهلاً يا كير، أنت متأكدة أنك... (قامت بلوت بالقرع مرتين للدلاله على كلمة NOC) لست هكذا؟. فكلمة نوك (بالإنجليزية: NOC) في عالم تجسس هي اختصاراً لكملة المتخفي الغير الرسمي (بالإنجليزية: Non-official cover) للدلالة على العميل المتخفي. وردت عليها كير قائلة: هراء... هذا مستحيل طبعاً. ومن الجدير بالذكر أن هذا المصطلح لا يقتصر على وكالة المخابرات المركزية فقط، بل تستخدمه العديد من وكالات الاستخبارات.

### وكالة المخابرات والسلطات اليابانية
لا تزال السلطات اليابانية على غير دراية بمهمة وكالة المخابرات المركزية. وفي حلقة من الحلقات كانت هيديمي هوندو (العميلة المتخفية على المنظمة السوداء تحت اسم كير، وتعمل كمذيعة تحت اسم ميزوناشي رينا من أجل التغطية على انتمائها للمنظمة) على مقربة من قتل أحد المرشحين للانتخابات اليابانية من أجل كسب ثقة منظمة، وهي جريمة لم تكلل بالنجاح بسبب تدخل كونان إدوغاوا، ولو نجحت فإنها تصنف من ضمن الأعمال الغير القانونية، والتي تستحق عقوبة شديدة بموجب القانون الياباني.

### وكالة المخابرات والشرطة السرية
يبدو أن وكالة المخابرات المركزية ليست على دراية بمهمة الشرطة السرية ضد المنظمة السوداء.

## وصلات خارجية
- (بالإنجليزية) صفحة مكتب التحقيقات في موسوعة عالم المحقق كونان